# Munshi

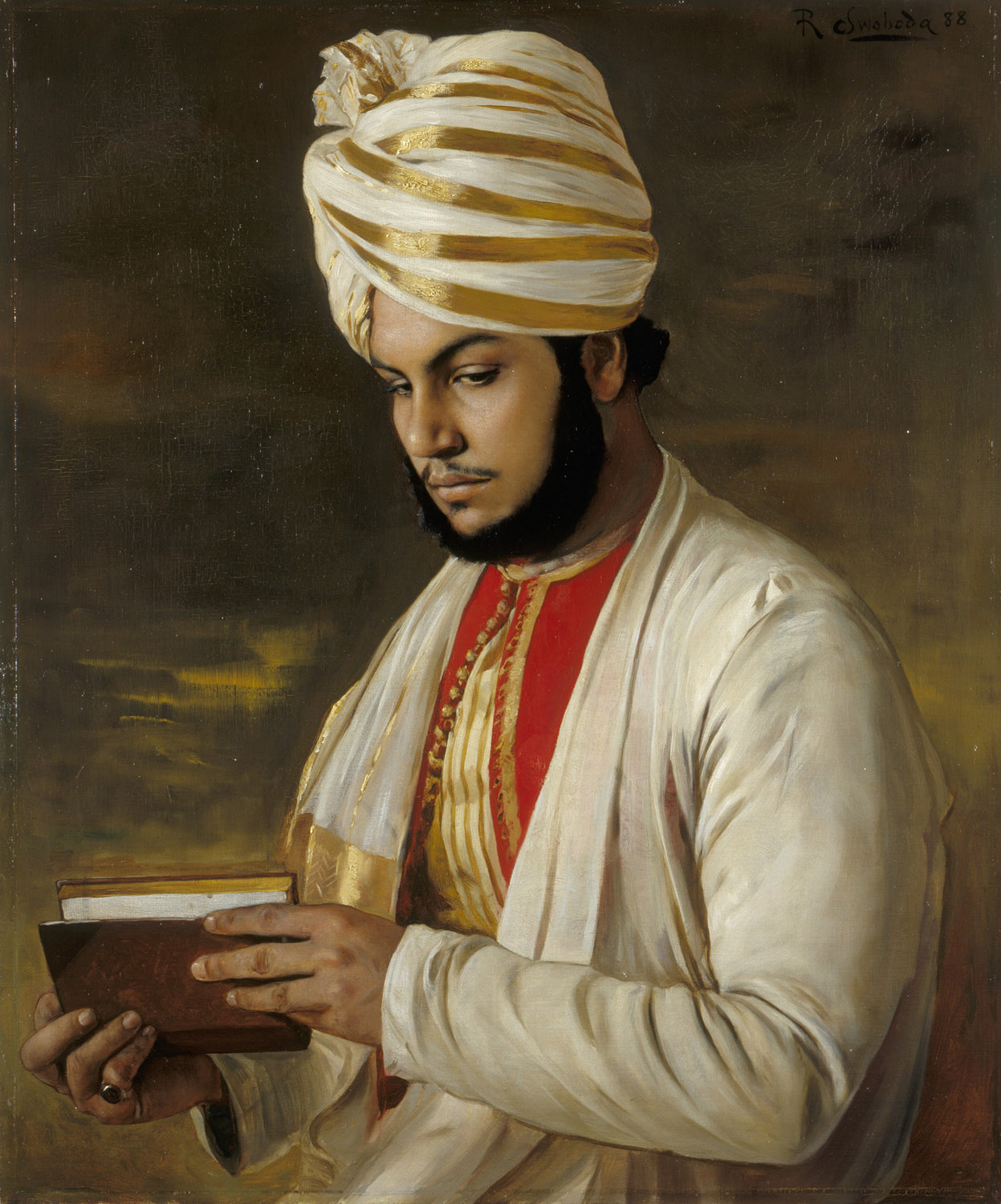
Retrato de Abdul Karim «el munshi» por Rudolf Swoboda.

Munshi (en Urdu: مُنشی; en Hindi: मुंशी) es una palabra persa que originalmente se refiere a un empleado independiente, escritor o secretario, utilizada más adelante en el Imperio Mogol y la India británica para denominar a los profesores de idiomas nativos o secretarios empleados por los europeos.

## Etimología
Munshi (en idioma persa: منشی) es una palabra persa que se utilizaba como un título honorífico para una persona que había logrado el dominio de diferentes lenguas, especialmente en la India británica. Se convirtió en apellido de las personas cuyos antepasados habían recibido este título. En persa moderno esta palabra también se usa para referirse a oficinistas y secretarios, quienes también lo usan como su apellido.

## En la educación
En tiempos recientes, Munshi es también un grado en Asia del Sur, que se otorga después de aprobar un cierto curso por ejemplo lectura básica, escritura y matemáticas. El grado avanzado es Munshi Fazil o Munshi Fadhil. También es un título que se permite adjuntar a su nombre a los graduados de un curso de munshi.

### Munshisal servicio de los británicos
Puesto que en la India británica los munshis eran contratados como empleados del gobierno, la palabra munshi también se convirtió en el nombre de su profesión. Así los munshis trabajaron como contadores y secretarios. El nombre familiar Munshi pertenece a personas cuyas familias estaban en la profesión de munshi y por lo tanto eran respetados como personas alfabetizadas. Abdul Karim, conocido como «el munshi», fue un sirviente indio de la reina Victoria especialmente valorado y respetado.